# 500米口径球面射电望远镜
500米口径球面射电望远镜（英語：Five-hundred-meter Aperture Spherical radio Telescope，简称FAST）又被称为“中国天眼”，是中国科学院国家天文台的一座射电望远镜，FAST主体工程于2011年开工，2016年落成；是目前世界第一大的填充口径（即全口径均有反射面的）射电望远镜；若不局限於球面無線電望遠鏡，則是仅次于俄罗斯RATAN-600环状射电望远镜的世界第二大的单一口径射电望远镜。

## 历史

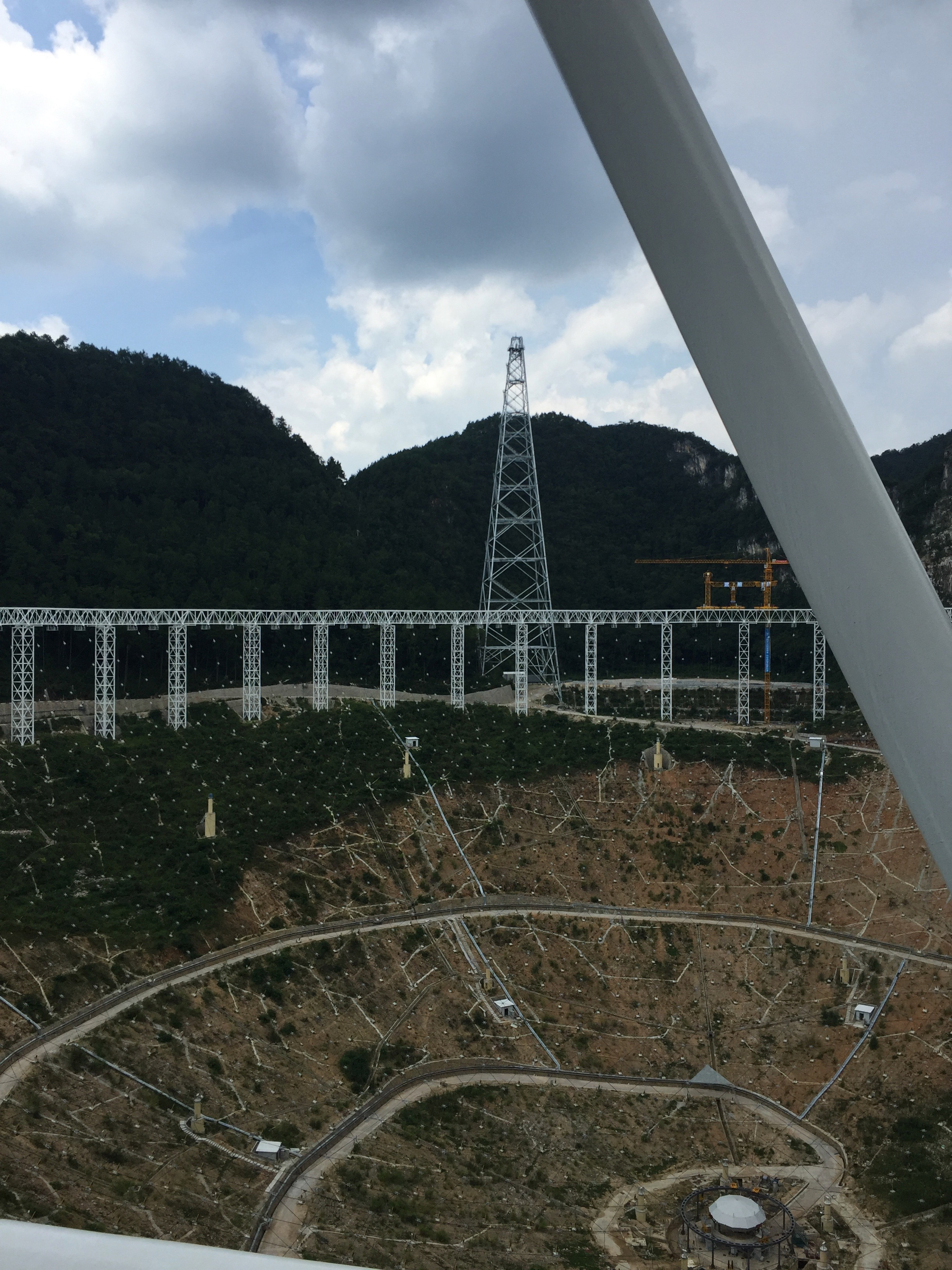
2015年8月FAST正在興建

1994年，国家天文台提出建造FAST项目的设想并开展预研工作。1994年4月，预研究及贵州选址工作启动。
以哈尔滨工业大学空间结构研究中心沈世钊院士、范峰教授、钱宏亮教授为首的研究团队，自2003年起全程参与FAST项目结构系统的预研、可行性研究和初步设计。
在2007年7月國家發展及改革委員會批准此一專案，哈工大作为第一合作单位，负责反射面结构系统的初步设计。
經過考察，望远镜的建设定点定在贵州省平塘县克度镇大窝凼洼地，利用喀斯特洼地的地势而建，村民随即搬迁；为了避开电磁波干扰，居住在望遠鏡半徑5公里內的9,110位居民亦被搬遷。中國政府為當地居民的搬遷投入了約2.69億美元的扶貧資金和銀行貸款，而望遠鏡本身的建設費用僅為1.8億美元。在2008年12月26日，在施工現場舉行了奠基儀式。2011年3月25日，FAST工程正式开工建设。2012年12月31日，台址开挖主体工程竣工。2013年12月31日，FAST完成钢结构主动反射面环形支撑圈梁的制造与安装。。2014年11月30日，馈源支撑塔建成。2015年2月4日，大跨度索网安装工程完成。2015年8月2日，第一块反射面单元成功吊装。2015年11月21日，馈源舱成功起舱进入联调阶段。2016年7月3日上午，最後一個面板安裝完成，FAST望远镜主体工程完成。
2016年9月25日，FAST望远镜正式開光，開始測試和調適設備。第一次觀測是在主反射器沒有活動的情況，以它固定的形狀配置下進行，並藉由地球的自轉掃描天空。因為較長的波長對反射器形狀誤差的寬容度較大，隨後的早期科學研究將在較低的頻率下進行，以使主動表面達到其設計精度。校準各種儀器需要三年的時間，之後就會全面投入運行，中國進入觀天時代。終極目標在尋找宇宙規律（Looking for the law of the universe）。2017年底，預計首批觀測數據公佈。
2017年10月10日，中国科学院宣布FAST首次新发现两颗脉冲星，其中一颗编号J1859-0131(又名FP1-FAST pulsar #1)，自转周期为1.83秒，据估算距离地球1.6万光年；一颗编号J1931-01(又名FP2，随后被证实该脉冲星已于2007年被美国GBT望远镜350 MHz 漂移巡天项目所发现)，自转周期0.59秒，据估算距离地球约4100光年。这两颗脉冲星分别由FAST于2017年8月22日、25日在南天银道面通过漂移扫描发现。
2018年，“中国天眼”安装并调试了专门用于地外文明搜索的后端设备。这个功能有点像筛子的后端设备，主要就是从“中国天眼”浩如烟海的电磁信号中，筛选出有用的窄带候选信号，而把天体和人工信号排除掉。美国加州大学伯克利分校地外文明研究团队基于几十年的地外文明搜索经验，携手中国科学院国家天文台，为“中国天眼”量身开发了这套专门设备。北京师范大学天文系宇宙学与地外文明研究团组张同杰教授预计2020年9月后可以投入新观测，启动针对地外文明的搜索。
建成后超越波多黎各的阿雷西博天文台，成为世界上最大的單面口徑球面射电望远镜。
该项目最初的預算是人民幣7億元:49，最終的造價是人民幣12億元（1.8億美元）。主鏡促動器也產生無線電干擾，由於沒有現成的防護罩，所以需要自主研製防護罩以抑制主鏡像促動器的電磁干擾（radio-frequency interference，RFI）。2015年，主鏡促動器經過重新設計後安裝在FAST，干擾問題已不再發生。
2018年，FAST安装并调试专门用于地外文明搜索的筛选的窄带候选信号后端设备，该设备由加利福尼亞大學柏克萊分校的地外文明研究团队開發；2020年中設備升級，同年9月后投入新观测。
2020年1月11日，FAST通过验收，正式投入运行。
2021年4月1日起，FAST对全球科学界开放，征集来自全球科学家的观测申请。
2022年3月，“中国天眼”观测到宇宙极端爆炸起源证据，这一发现于18日刊登于《科学》杂志。
2022年中期，中国科学院国家天文台研究员李菂领导的国际团队，通过中国天眼FAST的“多科学目标同时巡天（CRAFTS）”优先重大项目，发现了迄今为止唯一一例持续活跃的重复快速射电暴 FRB 20190520B。之后该团队通过组织多台国际设备天地协同观测，综合射电干涉阵列、光学、红外望远镜以及空间高能天文台的数据，将FRB 20190520B定位于一个距离我们30亿光年的贫金属的矮星系，确认近源区域拥有目前已知的最大电子密度，并发现了迄今第二个FRB持续射电源对应体（Persistent Radio Source , PRS）。上述发现揭示了活跃重复暴周边的复杂环境有类似超亮超新星爆炸的特征，挑战了对 FRB 色散分析的传统观点，为构建快速射电暴的演化模型、理解这一剧烈的宇宙神秘现象打下了基础。该成果于北京时间2022年6月9日在国际学术期刊《自然》（Nature）发表。
2022年，中国科学院国家天文台研究员徐聪领导的国际团队利用中国天眼FAST对致密星系群“斯蒂芬五重星系”及周围天区的氢原子气体进行了成像观测，发现了1个尺度大约为2百万光年的巨大原子气体系统，这是至發現時为止在宇宙中探测到的最大的原子气体系统。该成果于北京时间2022年10月19日在国际学术期刊《自然》杂志发表。
截至2024年4月17日，中国天眼发现的新脉冲星数量突破900颗。
2024年9月25日，一台40米级的射电望远镜（核心阵试验样机）開始建設。

## 科學任務
FAST的網站列出了下列項目做為這架電波望遠鏡的科學目標：
1. 大規模中性氫的巡天調查
2. 脈衝星的發現
3. 領導國際VLBI的網路
4. 檢測星際分子
5. 檢測星際通信訊號
6. 脈衝星計時陣列[41]

FAST望遠鏡於2016年10月加入SETI的突破傾聽專案，以尋找宇宙中的智慧外星通信。

## 與阿雷西博天文台的比較

阿雷西博天文台電波望遠鏡（上）與FAST(中）和RATAN-600（下）的對比圖。

FAST的基本設計與现已坍塌的阿雷西博天文台的電波望遠鏡相似：兩者都是在天然形成的滲穴內安裝固定的反射器，反射器以穿孔鋁板製成，上方懸掛著有可移動的接收器。兩者的有效口徑也都小於主鏡實體的尺寸。但是，除了大小之外，還有五個顯著的差異。
首先，阿雷西博的反射盤是固定的一個球形。雖然它也懸掛在鋼纜網上，下面也有支撐可以微調它的形狀，但它們僅用於維護，並且是用手動操作和調整。它是一個固定的球形，並且有兩個額外的反射器懸掛在上面，以修正由球面產生的球面像差。
其次，阿雷西博的接收平台固定在一個定點。為了支撐附加反射器更大的重量，主要的支撐電纜是靜態的，唯一電動的部分是用於補償熱膨脹的三個抑制絞車:3。天線安裝在平台下方的旋轉臂上:4。這種較小的運動範圍限制它只能查看天頂距19.7° 範圍內的物件。
第三，阿雷西博可以接收更高的頻率。組成FAST主反射器的三角形面板限制了其近似拋物面的精確度，因而限制了它可以聚焦的最短波長。阿雷西博更嚴格的設計使其能夠將銳焦保持到3公分的波長（10GHz）；FAST的限制為10公分（3GHz）。二階位置控制的改進，或許可以將其推進至6公分（5GHz），但主反射器成為最終的限制。
第四，FAST的盤面更深，有助於更廣大的視野。儘管FAST的盤面直徑比阿雷西博的大64%，300米300米（980英尺）:3的曲率半徑也比阿雷西博的270米（870英尺）大，形成的圓心弧是113°（阿雷西博是70°）。儘管阿雷西博在觀察天頂時可以使用到全口徑的305米（1,000英尺），但典型的傾斜觀測的有效口徑只有221米（725英尺）:4（因為阿雷西博的位置接近赤道，所以可以經由地球的自轉掃描到較大部分的天空而得到補償。阿雷西博位於北緯18.35°，而FAST位於北緯約25.80°N，向北偏移了約7.5°）。
第五，阿雷西博的大型二級平台擁有幾個發射器，使其成為世界上僅有的兩個雷達天文學儀器之一。在NASA的資助下的行星雷達系統，使阿雷西博可以研究從水星到土星的固體物質，並對近地天體，特別是有潛在威脅天體，執行非常精密的軌道測定。阿雷西博還有幾個由NSF資助研究電離層的雷達。對於FAST的小型接收平台艙而言，這些強大的發射機是太大、太重了，因此它將無法參與行星防禦計畫。

## 技术细节

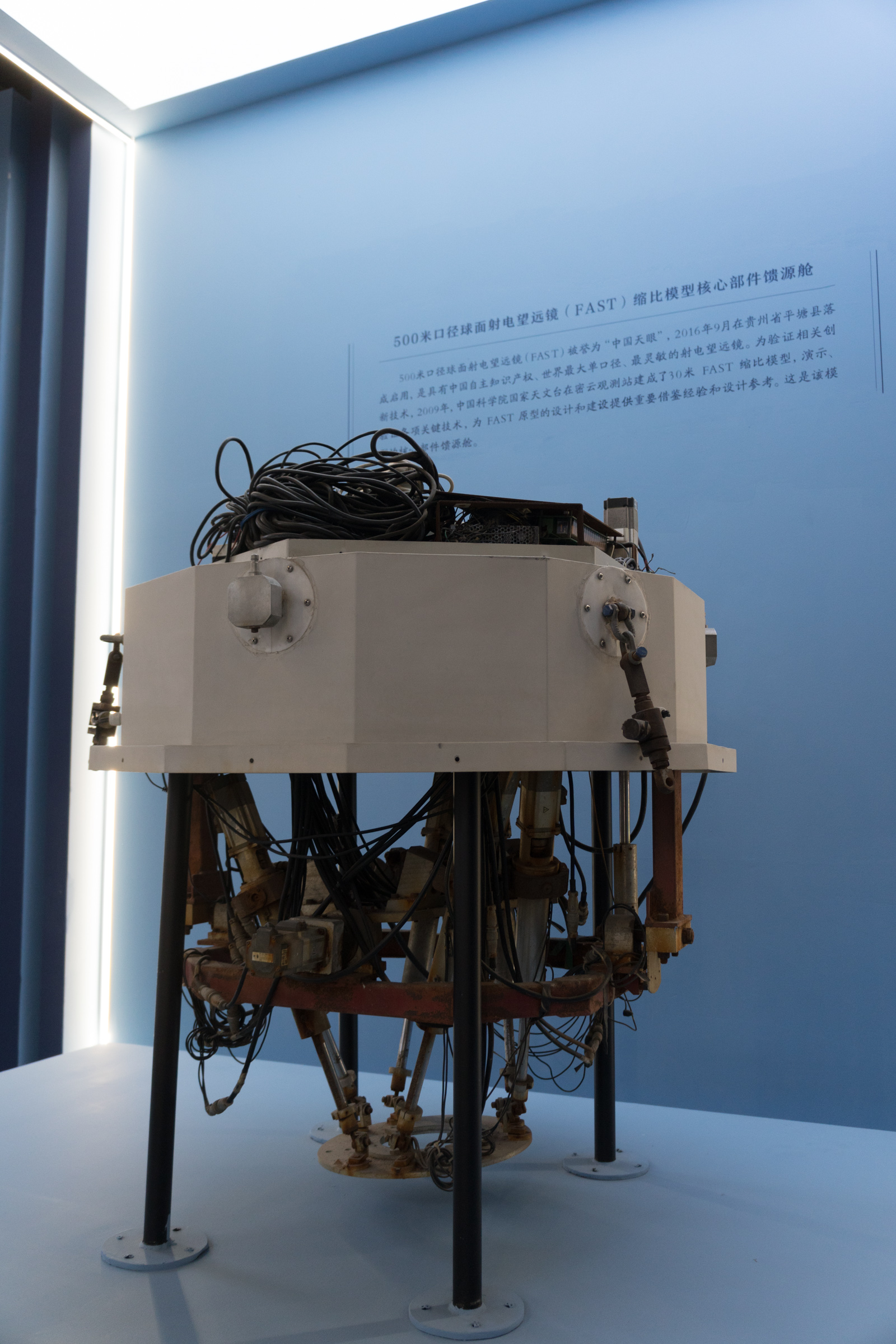
FAST缩比模型中的馈源舱

由主动反射面系统、馈源支撑系统、测量与控制系统、接收机与终端及观测基地等几大部分构成。主动反射面是由上万根钢索和4450个反射单元组成的球冠型索膜结构，其外形像一口巨大的锅，接收面积相当于30个标准足球场。
其创新设计方案为西安电子科技大学首提，由悬索支撑的馈源舱与馈源定位技术也源自该校。
FAST有一個固定在自然凹陷的滲穴景觀（岩溶）中的主反射器，將接收到的電波聚焦在懸掛在其上方140米（460英尺）的"饋源艙"的接收天線上。主反射器用穿孔鋁板製成，由懸掛在輪緣上的鋼纜網支撐，
FAST的表面由4,450片每邊長約11米（36英尺）的三角形組成測地線圓頂的形式。位於下方的2,225個絞車使其成為主動表面，可以拉動面板之間的接頭，將柔性鋼纜支架變形為與所需天空方向對齊的拋物面天線。

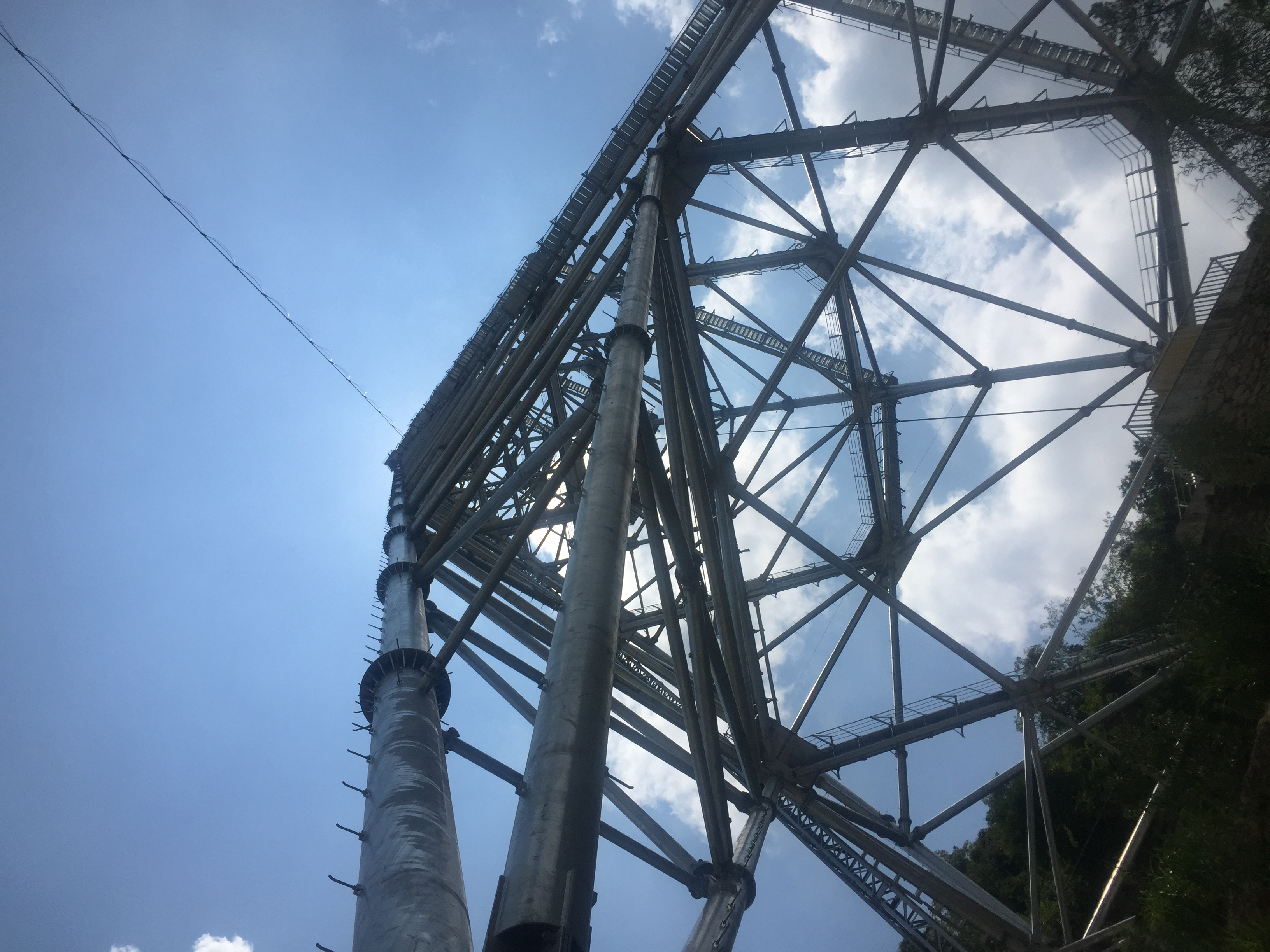
"饋源艙"的六個支撐塔之一。

反射器上方是由六個高塔支撐，使用絞車伺服機構移動的一個輕型的電纜機器人"饋源艙":13。接收天線安裝在斯圖瓦平台的下方，可以提供精細的位置控制，並補償風運動等的干擾:13，使指向精度可以高達8弧秒:24:179。

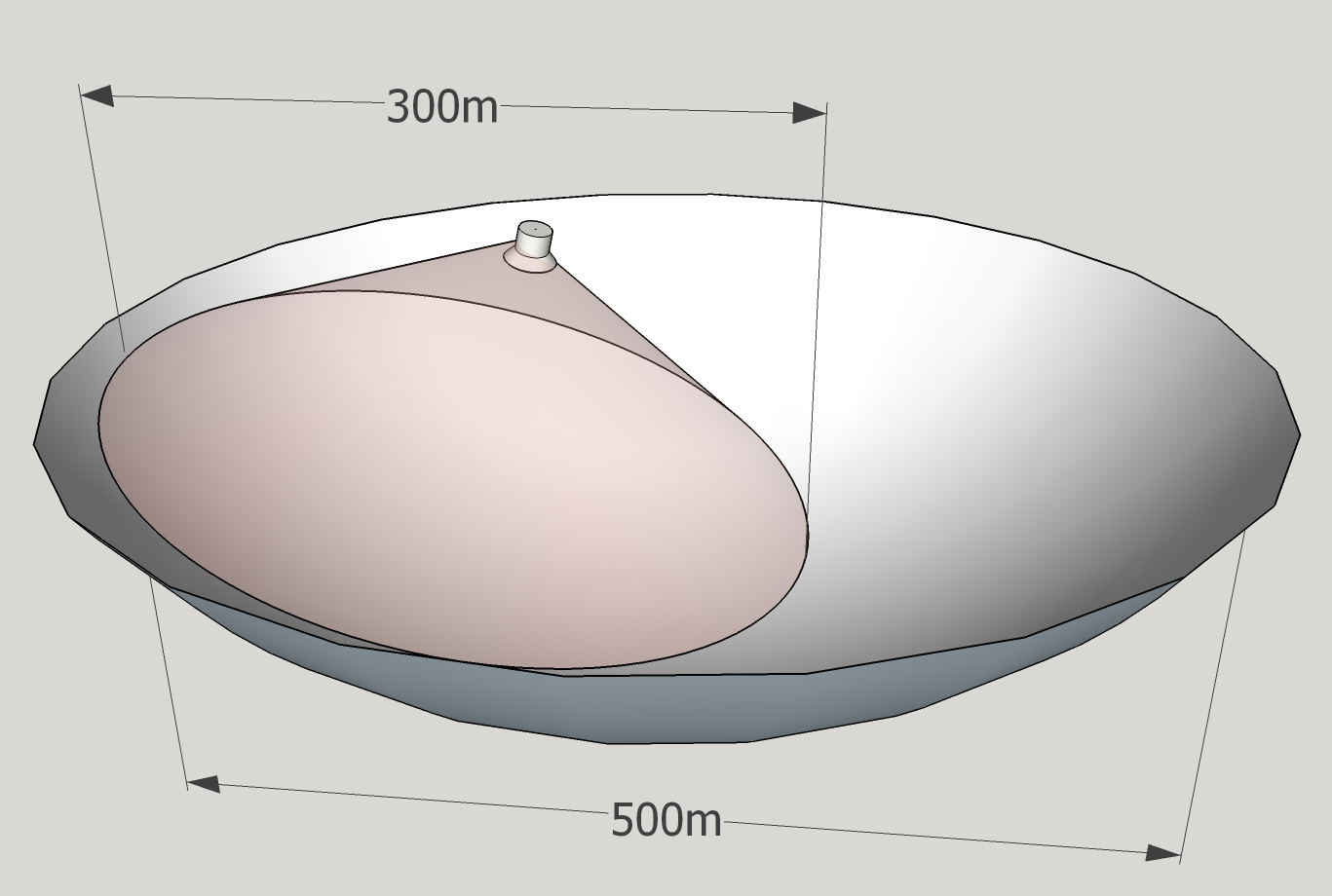
在500米圓盤內的300米口徑圖解。

在天頂角60度的最大範圍內，有效的照明光圈會降低至200米，當有效且無損耗的照明光圈為300米時，角度為26.4度:13。
儘管反射器的直徑為500（1,600英尺），但一次只能使用直徑300米的圓（維持正確的拋物面形狀的接收器照亮面）:13。
它的工作頻率在70MHz至3.0GHz，此參數接近拋物面鏡可以設置的精確度上限。它可以略有改進，但三角形段的大小限制了可以接收的最短波長。此範圍由饋源艙下的9個接收器覆蓋:30，1.23–1.53GHz頻帶是氫線周圍的頻率，使用澳大利亞聯邦科學與工業研究組織製造的19束接收器。這是澳洲科學院和中國科學院合作的澳中天體物理研究聯合會的一部分。
蒐集到的大量資料將由澳大利亞伯斯國際電波天文學中心（International Center for Radio Astronomy，ICRAR）和歐洲南方天文台開發的次世代檔案系統（Next Generation Archive System，NGAS）儲存和維護。

## 项目团队
“中国天眼”工程的发起者及奠基人是中国科学院国家天文台研究員南仁东。自1994年起，他一直负责工程的选址、预研究、立项、可行性研究及初步设计，编订了科学目标，指导了各项关键技术的研究及试验。他在生前也擔任“中国天眼”的首席科學家兼總工程師。
- 现任总工程师：姜鹏（中国科学院国家天文台研究员）
- 现任副总工程师：李菂（中国科学院国家天文台）、钱宏亮（哈尔滨工业大学威海校区海洋工程学院院长）等

學院一直難以為望遠鏡尋找到工作人員。以它的規模，需要大量的工作人員，但因為位置偏遠，很難吸引到天文學家，使得望遠鏡不太可能在一段時間內滿載運行。由於中國幾乎沒有電波天文學家，他們在國際上招募工作人員，但工資不高，許多人也擔心這個高規格的專案在管理上會很嚴格。
自2017年5月以來，由於原首席科學家南仁東因病離職，學院一直在為FAST尋找合適的首席科學家，但全球符合資格的專才寥寥可數，一直未能填補這個職缺。雖然人們普遍引用的待遇是120萬美元，但這是一次性的研究補助金，而不是薪資或持續性的資助。後來首席科學家職位尋來美國康奈爾大學射電天文博士李菂擔任。

## 人为电磁活动干扰
當地政府希望通过FAST景区吸引游客赴当地参观，发展旅游业，但游客携带的产生电磁辐射的电器设备则有可能对望远镜观测造成影响，就关于人为电磁活动影响FAST科学探测的问题，贵州省人民政府在2013年发布了具有采用分层级的方式控制电磁波干扰的《贵州省500米口径球面射电望远镜电磁波宁静区保护办法》，该办法于当年11月1日起执行、规定了以FAST台址为圆心，将周边30公里内设置为宁静区，区间内又细分有半径5公里内的核心区，5至10公里内的中间区，10至30公里内的边远区；办法第十条规定核心区内严禁设置、使用无线电台（站），严禁建设产生辐射电磁波的设施。2019年1月，贵州省人民政府公布新版《贵州省500米口径球面射电望远镜电磁波宁静区保护办法》，该办法于当年4月1日起施行。新办法规定FAST电磁波宁静区核心区内禁止擅自携带手机、数码相机、平板电脑、对讲机、无人机等无线电发射设备或者产生电磁辐射的电子产品，最高处罚上限由5000元提高到20万元，同时调整了空域上空现有航线，移除半径为30公里的空域并划设飞行管控区，该空域内不再规划新航线。

## 轶闻
- 2018年10月29日，《科技日报》以《“中国天眼”10万年薪难觅驻地科研人才》为题，报道了FAST驻地人员招聘难的情况。根据此报道，FAST准备以人力派遣形式，按工资加驻地补贴每年约10万人民币的待遇招聘驻地人员，但招聘时遭遇市场冷遇。[71]有评论认为，FAST招聘门槛很高，但工作枯燥、位置偏僻、待遇太低，与其他行业相比没有什么吸引力，招聘失败应该在意料之中。[72]
- 终于，在2021年4月22日举行的一场媒体沟通会上，总工程师姜鹏表示天眼团队人数已超一百多人。[73]
- 该望远镜出现在奈爾·德葛拉司·泰森的电视节目《宇宙时空之旅：未知世界》的《在地球上寻找智慧生物》（The Search for Intelligent Life on Earth）一集中。

## 進階讀物
- Nan, R.;  et al.  (PDF). 2002-06-16  [2020-01-05]. （原始内容 (PDF)存档于2006-10-29）.
- Jin, C. J.; Nan, R. D.; Gan, H. Q.  (PDF). Proceedings of the International Astronomical Union. October 2007, 3 (S248): 178–181  [2020-01-05]. Bibcode:2008IAUS..248..178J. doi:10.1017/S1743921308018978 . （原始内容存档 (PDF)于2017-04-07）.
- Li, Di; Pan, Zhichen. . Radio Science. 2016-12-30, 51 (7): 1060–1064. Bibcode:2016RaSc...51.1060L. arXiv:1612.09372 . doi:10.1002/2015RS005877.